# Lijst van voetbalinterlands Malediven - Sri Lanka
Deze lijst van voetbalinterlands is een overzicht van alle officiële voetbalinterlands tussen de nationale teams van de Malediven en Sri Lanka. De landen hebben tot nu toe twintig keer tegen elkaar gespeeld. De eerste ontmoeting was een wedstrijd tijdens de Zuid-Aziatische Spelen 1991 op 26 december 1991 in Colombo. Het laatste duel, een kwalificatiewedstrijd voor de Azië Cup 2023, werd gespeeld in Namangan (Oezbekistan) op 14 juni 2022.

## Wedstrijden
| №  | Plaats    | Datum             | Competitie                  | Wedstrijd             | Uitslag |
| -- | --------- | ----------------- | --------------------------- | --------------------- | ------- |
| 1  | Colombo   | 26 december 1991  | Zuid-Aziatische Spelen 1991 | Sri Lanka − Malediven | 0 − 1   |
| 2  | Dhaka     | 26 december 1993  | Zuid-Aziatische Spelen 1993 | Sri Lanka − Malediven | 3 − 1   |
| 3  | Kathmandu | 10 september 1997 | Zuid-Azië Cup 1997          | Sri Lanka − Malediven | 0 − 2   |
| 4  | Colombo   | 15 november 1998  | Vriendschappelijk           | Sri Lanka − Malediven | 2 − 2   |
| 5  | Margao    | 23 april 1999     | Zuid-Azië Cup 1999          | Sri Lanka − Malediven | 0 − 0   |
| 6  | Kathmandu | 24 september 1999 | Zuid-Aziatische Spelen 1999 | Sri Lanka − Malediven | 0 − 4   |
| 7  | Malé      | 1 mei 2000        | Vriendschappelijk           | Malediven − Sri Lanka | 1 − 1   |
| 8  | Malé      | 10 mei 2000       | Vriendschappelijk           | Malediven − Sri Lanka | 1 − 1   |
| 9  | Colombo   | 4 april 2002      | Vriendschappelijk           | Sri Lanka − Malediven | 1 − 0   |
| 10 | Jaffna    | 6 april 2002      | Vriendschappelijk           | Sri Lanka − Malediven | 1 − 1   |
| 11 | Malé      | 18 december 2004  | Vriendschappelijk           | Malediven − Sri Lanka | 0 − 0   |
| 12 | Karachi   | 9 december 2005   | Zuid-Azië Cup 2005          | Sri Lanka − Malediven | 0 − 2   |
| 13 | Colombo   | 11 juni 2008      | Zuid-Azië Cup 2008          | Sri Lanka − Malediven | 0 − 1   |
| 14 | Colombo   | 28 maart 2009     | Vriendschappelijk           | Sri Lanka − Malediven | 1 − 1   |
| 15 | Dhaka     | 11 december 2009  | Zuid-Azië Cup 2009          | Malediven − Sri Lanka | 5 − 1   |
| 16 | Kathmandu | 2 september 2013  | Zuid-Azië Cup 2013          | Malediven − Sri Lanka | 10 − 0  |
| 17 | Dhaka     | 7 september 2018  | Zuid-Azië Cup 2018          | Malediven − Sri Lanka | 0 − 0   |
| 18 | Malé      | 10 oktober 2021   | Zuid-Azië Cup 2021          | Malediven − Sri Lanka | 1 − 0   |
| 19 | Colombo   | 9 november 2021   | Vriendschappelijk           | Sri Lanka − Malediven | 4 − 4   |
| 20 | Namangan  | 14 juni 2022      | Azië Cup 2023 kwalificatie  | Malediven − Sri Lanka | 1 − 0   |

## Samenvatting
| Competitie             | Totaal gespeeld | Winst Malediven | Gelijk | Winst Sri Lanka | Doelsaldo Malediven – Sri Lanka |
| ---------------------- | --------------- | --------------- | ------ | --------------- | ------------------------------- |
| Azië Cup-kwalificatie  | 1               | 1               | 0      | 0               | 1 − 0                           |
| Zuid-Azië Cup          | 8               | 6               | 2      | 0               | 21 − 1                          |
| Zuid-Aziatische Spelen | 3               | 2               | 0      | 1               | 6 − 3                           |
| Vriendschappelijk      | 8               | 0               | 7      | 1               | 10 − 11                         |
| Totaal                 | 20              | 9               | 9      | 2               | 38 − 15                         |

FAM · A-internationals · Maldivisch vrouwenelftal
1980 - 1989 · 
1990 - 1999 · 
2000 – 2009 · 
2010 – 2019 ·
2020 − 2029
Afghanistan ·
Bahrein ·
Bangladesh ·
Bhutan ·
Brunei ·
Cambodja ·
China ·
Comoren ·
Filipijnen ·
Guam ·
Hongkong ·
India ·
Indonesië ·
Iran ·
Jemen ·
Kirgizië ·
Laos ·
Libanon ·
Maleisië ·
Mauritius ·
Mongolië ·
Myanmar ·
Nepal ·
Oezbekistan ·
Oman ·
Pakistan ·
Palestina ·
Qatar ·
Seychellen ·
Singapore ·
Sri Lanka ·
Syrië ·
Tadzjikistan ·
Thailand ·
Turkmenistan ·
Vietnam ·
Zuid-Korea
FSL ·
A-internationals ·
Sri Lankaans vrouwenelftal
Afghanistan ·
Bahrein ·
Bangladesh ·
Bhutan ·
Brunei ·
Cambodja ·
China ·
DDR ·
Filipijnen ·
Guam ·
Hongkong ·
India ·
Indonesië ·
Irak ·
Iran ·
Japan ·
Jemen ·
Jordanië ·
Kirgizië ·
Laos ·
Libanon ·
Macau ·
Malediven ·
Maleisië ·
Mongolië ·
Myanmar ·
Nepal ·
Noord-Korea ·
Oezbekistan ·
Oman ·
Pakistan ·
Palestina ·
Papoea-Nieuw-Guinea ·
Qatar ·
Saoedi-Arabië ·
Seychellen ·
Singapore ·
Soedan ·
Syrië ·
Tadzjikistan ·
Taiwan ·
Thailand ·
Turkmenistan ·
Verenigde Arabische Emiraten ·
Vietnam ·
Zuid-Korea